# Tragic Idol
Tragic Idol trinaesti je studijski album britanskog gothic metal-sastava Paradise Lost. Diskografska kuća Century Media Records objavila ga je 23. travnja 2012. Prvi je album sastava na kojem je bubnjeve svirao Adrian Erlandsson.

## Popis pjesama
Tekstovi: Nick Holmes, glazba: Gregor Mackintosh.
| 1.    | »Solitary One«                | 4:08 |
| 2.    | »Crucify«                     | 4:08 |
| 3.    | »Fear Impending Hell«         | 5:25 |
| 4.    | »Honestly in Death«           | 4:08 |
| 5.    | »Theories from Another World« | 5:02 |
| 6.    | »In This We Dwell«            | 3:55 |
| 7.    | »To the Darkness«             | 5:09 |
| 8.    | »Tragic Idol«                 | 4:35 |
| 9.    | »Worth Fighting For«          | 4:12 |
| 10.   | »The Glorious End«            | 5:23 |
| 46:05 |                               |      |

## Zasluge
Paradise Lost
- Steve Edmondson – bas-gitara
- Greg Mackintosh – solo-gitara
- Nick Holmes – vokal
- Aaron Aedy – ritam gitara
- Adrian Erlandsson – bubnjevi

Ostalo osoblje
- Jens Bogren – produkcija, miks
- Metasazis.com – grafički dizajn, umjetnički smjer
- Johan Örnborg – inženjer zvuka
- Paul Harries – fotografije
- Paul Grand – fotografije (pozadina)